# ビダー

ビダー（英: Vidor）は、アメリカ合衆国テキサス州オレンジ郡の都市。テキサス州南東部の州間高速道路10号線とファーム・トゥ・マーケット・ロード105号線が交わる地点に位置する。

## 歴史
ビダー市周辺では過去、テキサス州ポートアーサー市とミズーリ州カンザスシティを結ぶテキサカナ・フォート・スミス鉄道の建設のための森林伐採がさかんに行われた。市の名前はMiller-Vidor製材会社のオーナーでキング・ヴィダーの祖父であった材木商Charles Shelton Vidorにちなむ。1909年までには現在の市域周辺に郵便局が設置され、その4年後には製材会社のトロッコ道が建設された。当時の住民はほぼすべて前述の製材会社で働いていた。1924年には原生林を求めていた同社がビダー市のすぐ北側のレイクビュー市に移転したが、住民の少数はビダー市内に留まり同社も1929年にビダー出張所を開設した。
アメリカ国内で人種隔離政策が行われていた時代、ビダー市は日没後にはアフリカ系アメリカ人の立ち入りが禁じられたサンダウン・タウンとして知られた。また、ごく最近までクー・クラックス・クランの活動地として知られていた。

## 地理
ビダーの地理座標は北緯30度7分53秒 西経93度59分47秒 / 北緯30.13139度 西経93.99639度(30.131492, -93.996292) である。アメリカ合衆国国勢調査局によるとビダーの面積は10.6平方マイル(27.4km2)であり、そのうち水面面積は0.09%である。

## 人口動静
2000年の国勢調査によると、ビダーの人口は11,440人であり、4,222世帯、3,158家族が暮らしている。人口密度は1,083人 マイル(418.3 km²)であり、4,652戸の住宅が440.6戸/sq マイル (170.1戸/km²)の密度で立っている。人種構成の内訳は白人が97.33%、アフリカ系が0.07％、ネイティブ・アメリカンが0.52%、アジア系が0.19%、パシフィック・アイランダーが0.03%、その他の人種は0.66%、混合人種は1.21%、ヒスパニック系は3.49%であった。
4,222世帯のうち18歳未満の子供を含むのは34.7%であり56.3%は既婚世帯であった。13.4%の世帯では夫がいない女性が世帯主で、25.2%は血縁・法的関係に無い者同士か単身の世帯であった。22.0%は単身世帯であり、10.3%の世帯は65歳以上の者による単身世帯であった。平均的な世帯人数は2.66人であり、平均的な家族人数は3.09人であった。
人口のうち18歳未満の者が26.7%、18歳から24歳の者が9.9%、25歳から44歳の者が27.4%、45歳から64歳までの者が21.9%、65歳以上の者は14.1%を占めた。年齢中位数は35歳であり、女性100人に対する男性の割合は91.5人であった。18歳以上の女性100人に対する同男性の割合は87.1人であった。
世帯収入の中央値は31,982USドル、家族収入の中央値37,572USドルであった。男性の収入の中央値は35,781USドル、女性の収入の中央値は21,054USドルであり、ビダー市民一人当たりの収入は15,381USドルであった。およそ10.7%の家族と14.5%の人口は貧困線以下の生活を送っている。年齢別の貧困率は18歳未満が19.5%、65歳以上が8.9%であった。

## 教育
ビダー市の教育はオレンジ郡の中で最大規模のビダー独立学区によって運営されている。市民の大学教育の一端は近隣のボーモント市にあるラマー大学が担っている。